# NGC 3126
NGC 3126 is een spiraalvormig sterrenstelsel in het sterrenbeeld Kleine Leeuw. Het hemelobject werd op 30 april 1864 ontdekt door de Duits-Deense astronoom Heinrich Louis d'Arrest.

## Synoniemen
- UGC 5466
- MCG 5-24-19
- ZWG 153.23
- KARA 400
- IRAS10054+3206
- PGC 29484